# Fotopoesia
La fotopoesia (in inglese photopoetry) è l'arte di far coincidere, in un'unica opera, una fotografia e una poesia, idealmente entrambe create a tale scopo; è considerata ormai un genere specifico della fotografia, e si dice che fa parte del portfolio della fotografia.
Vari artisti usano abitualmente questa tecnica, di immagini accompagnate da versi, con cui si dilettano anche amatori nei blog.